# Norvalina
Norvalina é um alfa-aminoácido que não faz parte dos aminoácidos codificados pelo código genético.
Norvaline é um análogo do aminoácido de cadeia ramificada Valina. Promove inibição da Arginase, enzima que promove a conversão de arginina em ornitina, deixando menos substrato para a enzima óxido nítrico sintetase. A arginina sofre ação da óxido nítrico sintetase (NOS), gerando óxido nítrico, que promove o relaxamento da musculatura lisa da parede dos vasos sanguíneos, diminuindo, assim, a pressão sanguínea e o risco de desenvolvimento de problemas cardiovasculares, e melhora da vascularização, aumentando o fluxo sanguíneo e a capacidade de contração muscular. O sistema imunológico também utiliza óxido nítrico para desativar células cancerígenas, e os tecidos musculares utilizam óxido nítrico para estimular o seu crescimento.
A arginase catalisa o quinto e último passo no ciclo da ureia. Especificamente, é responsável pela conversão de L-arginina em L-ornitina e ureia.
Há duas isoformas distintas de arginase distribuídas e armazenadas diferenciadamente nos tecidos e células. Estas são designadas como arginase I (AI) e arginase II (AII). Enquanto a AI é encontrada predominantemente no citosol de células hepáticas, regulando o ciclo da ureia, a AII é amplamente distribuída em tecidos extra-hepáticos, localizada principalmente nas mitocôndrias de células renais, tendo como uma das suas funções a regulação do metabolismo da L-arginina, provendo L-ornitina como precursor para biossíntese de glutamato, poliaminas, creatina e prolina. A enzima arginase está envolvida em um sistema de consumo de L-arginina que evita a formação de NO. Norvaline é um inibidor desta enzima responsável pela quebra da L-arginina, aumentando, assim, as concentrações de arginina no sangue e potencializando a produção de NO. Pesquisas sugerem que Norvaline pode ser administrado sobre a forma de suplementação, principalmente por atletas que têm o objetivo de melhorar a performance física e consequentemente aumentar a formação de massa muscular. Isto porque, Norvaline parece favorecer a produção de um elemento essencial para a obtenção dos dois fatores citados acima, o óxido nítrico.

O óxido nítrico ou monóxido de nitrogênio, é responsável por promover o relaxamento do músculo liso da parede dos vasos sanguíneos, causando portanto a sua dilatação. Devido a esta ação, o fluxo sanguíneo é imediatamente aumentado e a pressão arterial diminuída. Sendo assim, o óxido nítrico pode favorecer entre outros fatores, a hemodilatação nos músculos, resultando portanto no aumento do fluxo do sangue na região e posteriormente a recuperação muscular, juntamente do ganho de massa muscular, força e resistência física.